# Hospicio de Huérfanos de San José
La Fundación Hospicio de Huérfanos de San José es una organización pionera en su naturaleza en Costa Rica, dedicada al bien social de manera organizada nace desde el siglo XIX, en San José, Costa Rica. Desde sus orígenes ha mantenido dos constantes, por una parte ha estado dirigida y gestionada por mujeres, por otro lado se ha dedicado a la protección de las personas menores de edad en vulnerabilidad.
Los inicios de esta organización se remontan al año de 1889, cuya fundación contó con la labor de figuras históricas destacadas en la historia de la nación costarricense, entre ellos el presidente Bernardo Soto Alfaro, el Obispo Bernardo Augusto Thiel, la hermandad de las Hijas de la Caridad de San Vicente de Paúl todos ellos actores fundamentales en las cimiente de las bases del Estado costarricense liberal a finales del siglo XIX, con fuerte influencia a inicios del siglo XX.

## Orígenes: Hospicio de Huérfanos de San José y el papel de las Damas Vicentinas de la Caridad
El Obispo Thiel recibió la administración del Hospicio de Huérfanos de La Trinidad, de manos de la familia Fernández Montealegre, en ese momento consciente de la necesidad social real que venía a subsanar la organización recurrió a las Damas Vicentinas de la Caridad para mantener la administración de la organización. Dicha sociedad de mujeres filántropas realizaba múltiples actividades para conseguir los fondos necesarios para mantener funcionando el hospicio.

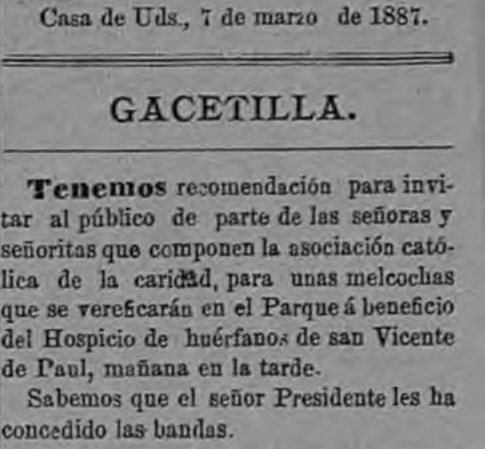
Invitación a actividad de beneficencia Damas Vicentinas, 7 de marzo de 1887, Bocaccio. Original en colecciones de Biblioteca Nacional SINABI

#### El Hospicio de Huérfanos de San José: germen del Movimiento Femenino en Costa Rica
Es fundamental, reconsiderar el espacio de acción que representó la Asociación de Damas de la Caridad a inicios del siglo XX en la capital del país. El impacto de las iniciativas sociales de muchas mujeres hasta entonces minimizadas a ser la esposa de alguien, o la heredera de alguien; pero estas mujeres existieron, sentaron precedentes en la vida política del país e impactaban positivamente a Costa Rica desde el seno de la Asociación Damas Vicentinas de la Caridad, una estructura organizada y administrada en su totalidad por mujeres desde sus inicios en el siglo XIX.
De la beneficencia a la filantropía “científica”: la fundación de la Gota de Leche (1913) rescata como estas acciones son la base de los movimientos femeninos en Costa Rica, posicionando a las mujeres como sujetos capaces de intervenir y mejorar la realizad del país. Si bien, el discurso de la época se refiere a la "beneficencia" o "caridad" independientemente de las palabras utilizadas para solapar las acciones políticas de las mujeres, los resultados tenían fundamentos sociales modernos y efectos que cambiarían la sociedad costarricense, con eco en muchas décadas posteriores. Botey, M. (1337):
La historiadora Eugenia Rodríguez, una pionera en la investigación sobre la historia de las mujeres, ha elaborado una periodización sobre el desarrollo del movimiento femenino
en Costa Rica, que estructura en tres grandes etapas. El primer período lo ubica entre 1890 y 1922, en un contexto caracterizado por el surgimiento de las políticas sociales en el campo de la salud y la asistencia social. En esta etapa, según Rodríguez, grupos de mujeres, especialmente pertenecientes a la élite, se destacaron en la creación de instituciones y proyectos de carácter filantrópico orientados a mejorar la situación de la infancia desvalida. Una de estas instituciones fue la Gota de Leche, nuestro objeto de estudio, fundada en 1913.
La Gota de Leche, no fue una iniciativa aislada, sino que dada la filiación internacional de la organización de las Damas Vicentinas, fue la sede en Costa Rica de un movimiento mundial por la mejora de las condiciones de salud para las personas menores de edad tanto en América, Europa sin importar religión de los beneficiados, el único criterio eran que económicamente contarán con condiciones que les hiciera requerir el beneficio, demostrando como esta organización social sobrepasó desde sus orígenes la filiación religiosa para llegar a la sociedad tal cual era.

## Monseñor Augusto Thiel y las Hermanas de la Caridad en el Hospicio de San José,sigloXIX
El Hospicio de Huérfanos de La Trinidad posteriormente denominado Hospicio de Huérfanos de San José, nace como parte de un conjunto de instituciones estatales que venían a resolver importantes problemas sociales vinculados con la salud, la educación y la seguridad social.

## La labor de la maestra Julia Lang en el Hospicio de Huérfanos de San José,sigloXX
La educadora colaboró, según datos del Sistema Nacional de Bibliotecas con varios centros de asistencia social como el Hospicio de Huérfanos, la Casa del Refugio y la Sociedad de San Vicente de Paúl. Según el análisis de la historiadora Ana María Botey, estas mujeres si bien pertenecían a la clase alta, se hicieron un espacio en la vida pública y política del país a través de la caridad, pero sobre todo a través de acciones concretas que sí llegaron a dar resultados específicos recibidos por la población meta de sus proyectos. Por ello, Rodríguez citada por Botey considera a estas mujeres como pioneras en los movimientos femeninos nacionales.
Esta docente, se caracterizó por su compromiso con la inclusión de grupos menos beneficiados entre sus obras destacadas en estas labores en 1904, junto con Cristina Castro de Keith, fundaron La Cocina Escolar con el propósito de mejorar la alimentación de los niños pobres de las escuelas de San José. No satisfecha únicamente con esta gestión al lado de Cristina, también abrió el denominado Asilo de la Infancia, en 1904 en las mismas instalaciones físicas en donde hoy se encuentra el edificio patrimonial de la Fundación Hospicio de Huérfanos de San José, en Barrio Aranjuez. El éxito de los proyectos de las mujeres en la Asociación de Damas de la Caridad, dio con otros dos proyectos en la misma línea como la Gota de Leche y El Grano de Arroz.
Botey, M. sintetiza el valor superior del aporte de las asociaciones de mujeres dedicadas a la caridad a finales del siglo XIX y a inicios del XX en estas palabras:
El Estado, carente de recursos y en algunos casos, resistente a dar una forma administrativa a la beneficencia, necesitó de la energía y la organización voluntaria de estas mujeres, en los inicios de la política social.
Sobre el valor internacional de las iniciativas de estas mujeres, refiere la recopilación HISTORIA DE LA INFANCIA EN LA COSTA RICA DEL SIGLO XX p. 31
La Gota de Leche se constituyó siguiendo el ejemplo de instituciones similares en Europa y los Estados Unidos con el fin de luchar contra la mortalidad infantil, por iniciativa de la "bondadosa dama Madame E. Tournón". Madame Tournón era la esposa de uno de los más importantes productores, beneficiadores y exportadores de café.
Tal como se concluye las agrupaciones organizadas de mujeres fueron arquitectas del Estado costarricense desde sus inicios, trabajando no solo desde los hogares y as fincas, como otros autores indican, sino hacia la concreción de un sistema social más equitativo, a través de los centros educativos del centro de San José.

## Modernización: nace la Fundación Hospicio de Huérfanos de San José
Un Hospicio era una institución creada durante el siglo XIX para mejorar las condiciones de salud general en las comunidades. Especialmente trabajando sobre las necesidades básicas de casa, alimentación en algunos casos incluso salud y educación de sectores de la población empobrecidos en los centros urbanos. Sin embargo, a medida que fueron naciendo las políticas de salud pública en conjunto con una serie de derechos económicos y sociales estos lugares fueron cambiando su razón a otras instituciones de bine social, o educación.
En el caso del Hospicio de Huérfanos de San José, en la década del 40 con el surgimiento del PANI, y posteriormente en la década de los años 90 verá su razón social cambiar poco a poco, para que en el año 200 surja la figura legal de Fundación Hospicio de Huérfanos de San José. En ese momento se decide mantener el nombre de Hospicio de Huérfanos de San José para no emborronar la labor social que por más de 100 años ha realizado esta obra.

## El programa residencial Hogar Vista de Mar
El programa se instaló en la dirección física Vista de Mar, de la Iglesia Católica Vista de Mar 600 m Norte, pertenece al cantón de Guadalupe.
En dicho espacio las personas menores de edad tienen acceso a la protección de sus derechos básicos de comida, casa, educación y derecho a una educación afectiva.
Las instalaciones se ubican en una zona rural, que permite a cada residente gozar de aire fresco y condiciones idóneas para realizar actividades lúdicas al aire libre. Cuenta con casas de residencia, un salón multiuso, y amplios espacios verdes; así como cocina de comedor, y dos espacios de almacén para custodiar los alimentos y ropas de las personas menores de edad atendidas en sus instalaciones.
El paso a este Hogar de la casa originaria en Barrio Aranjuez, marca una época en la cual las estructuras de estado aspiraron a una modernización en los sistemas de cuidado para personas menores de edad en Costa Rica, pues significó la salida de la orden de religiosas que se dedicaba a a administración y servicio de cuido directo en el Hospicio de Huérfanos desde sus orígenes.
Esta iniciativa del Programa de Vista de Mar ha topado con una serie de dificultades administrativas, nacidas entre otras causas por la falta de formación y carreras técnicas en la oferta de la cartera del Estado para atender apropiadamente centros de atención institucionalizada para personas menores de edad.
Actualmente en Costa Rica solo el Instituto Nacional de Aprendizaje de Costa Rica certifica a encargados de cuido directo para sistemas de atención institucionalizada como este, a la fecha las dificultades administrativas la falta de estructura ofrecida por el PANI Patronato Nacional de la Infancia que se restringe a fondos, con muy poco alcance a nivel nacional.
El Patronato Nacional de la Infancia en múltiples ocasiones ha sido protagonista de escándalos dados en centros de cuido de su propia propiedad o bajo su supervisión, incluso el 14 de junio de 2016, en el diario La Prensa el PANI declaró sobre violaciones sexuales sufridas por las personas menores de edad en albergues a su cargo o supervisión que esto "Sucede a veces"  Archivado el 27 de diciembre de 2018 en Wayback Machine. , abordaje provocó malestar en redes sociales.
Dado el abordaje que el PANI muestra en el artículo de La Prensa, en el que minimiza el hecho de que el abuso sexual se dé entre dos personas menores de edad, puede comprenderse mejor que las complejas situaciones administrativa que ha encarado el Programa Vista de Mar los últimos años son parte de la realidad de la manera en la que las ONG a cargo de personas menores de edad lidian prácticamente solos, sin acompañamiento estatal efectivo con la difícil y seria tarea de proteger los derechos de las personas menores de edad cuya custodia es del Estado costarricense.